# Primera División de Chile
Prima Divizie Chiliană de Fotbal numit și Primera División, este prima ligă de fotbal din Chile și are în componență 18 echipe. Este organizată de Asociatia Națională de Fotbal Profesionist. și este clasată pe locul 14 în topul "Celor Mai Bune Ligi din Lume". Campionatul curent este 2009 Clausura.

## Echipele participante în sezonul 2009-10
Sunt 18 echipe care joacă în Primera División pentru sezonul 2009-2010
| Nume                      | Oraș                     | Fondare           | Stadion                          | Capacitate |
| ------------------------- | ------------------------ | ----------------- | -------------------------------- | ---------- |
| Audax Italiano            | Santiago (La Florida)    | 30 noiembrie 1910 | Bicentenario de La Florida       | 12,000     |
| Cobreloa                  | Calama                   | 7 ianuarie 1977   | Fernando Cornejo De Calama       | 20,180     |
| Cobresal                  | El Salvador              | 5 mai 1979        | El Cobre                         | 20,752     |
| Colo-Colo                 | Santiago (Macul)         | 19 aprilie 1925   | Monumental David Arellano        | 45,000     |
| Curicó Unido              | Curicó                   | 26 februarie 1973 | La Granja                        | 6,000      |
| Deportes La Serena        | La Serena                | 9 decembrie 1955  | La Portada                       | 18,000     |
| Everton                   | Viña del Mar             | 24 iunie 1909     | Sausalito                        | 23,000     |
| Huachipato                | Talcahuano               | 7 iunie 1947      | CAP                              | 11,000     |
| Municipal Iquique         | Iquique                  | 21 mai 1978       | Tierra de Campeones              | 8,500      |
| Ñublense                  | Chillán                  | 20 august 1916    | Bicentenario Nelson Oyarzún      | 12,000     |
| O'Higgins                 | Rancagua                 | 7 aprilie 1955    | El Teniente                      | 25,000     |
| Palestino                 | Santiago (La Cisterna)   | 20 august 1920    | Municipal de La Cisterna         | 12,000     |
| Rangers                   | Talca                    | 2 noiembrie 1902  | Fiscal de Talca                  | 17,020     |
| Santiago Morning          | Santiago (La Pintana)    | 16 octombrie 1903 | Municipal de La Pintana          | 2,700      |
| Unión Española            | Santiago (Independencia) | 18 mai 1897       | Santa Laura                      | 28,500     |
| Universidad Católica      | Santiago (Las Condes)    | 21 aprilie 1937   | San Carlos de Apoquindo          | 20,000     |
| Universidad de Chile      | Santiago (Ñuñoa)         | 24 mai 1927       | Nacional Julio Martínez Prádanos | 66,660     |
| Universidad de Concepción | Concepción               | 8 august 1994     | Municipal de Concepción          | 35,000     |

## Campioane
| Club                 | Nr. de Titluri | Sezoane |
| -------------------- | -------------- | --- |
| Colo-Colo            | 28             | 1937; 1939; 1941; 1944; 1947; 1953; 1956; 1960; 1963; 1970; 1972; 1979; 1981; 1983; 1986; 1989; 1990; 1991; 1993; 1996; 1997-C; 1998; 2002-C; 2006-A; 2006-C; 2007-A; 2007-C; 2008-C |
| Universidad de Chile | 13             | 1940; 1959; 1962; 1964; 1965; 1967; 1969; 1994; 1995; 1999; 2000; 2004-A; 2009-A |
| Universidad Católica | 9              | 1949; 1954; 1961; 1966; 1984; 1987; 1997-A; 2002-A; 2005-C |
| Cobreloa             | 8              | 1980; 1982; 1985; 1988; 1992; 2003-A; 2003-C; 2004-C |
| Unión Española       | 6              | 1943; 1951; 1973; 1975; 1977; 2005-A |
| Audax Italiano       | 4              | 1936; 1946; 1948; 1957 |
| Magallanes           | 4              | 1933; 1934; 1935; 1938 |
| Everton              | 4              | 1950; 1952; 1976; 2008-A |
| Santiago Wanderers   | 3              | 1958; 1968; 2001 |
| Palestino            | 2              | 1955; 1978 |
| Santiago Morning     | 1              | 1942 |
| Huachipato           | 1              | 1974 |
| Unión San Felipe     | 1              | 1971 |
| Deportivo Temuco     | 1              | 1945 |

Legendă:
- [A] = Apertura
- [C] = Clausura